# 26530 Lucferreira
26530 Lucferreira è un asteroide della fascia principale. Scoperto nel 2000, presenta un'orbita caratterizzata da un semiasse maggiore pari a 2,7887602 UA e da un'eccentricità di 0,1022868, inclinata di 4,62096° rispetto all'eclittica.